# 스팽킹

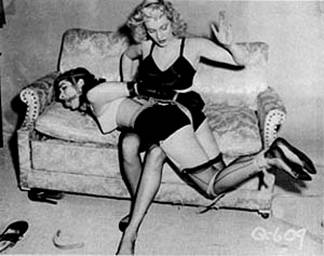
스팽킹을 하는 여성(20세기 중반)

스팽킹(영어: spanking)은 엉덩이를 때리거나 맞는 것으로 즐기는 성적 취향을 의미한다. 스팽킹을 위해 사용하는 도구는 자, 벨트, 플로거, 크롭(농작물), 패들, 타즈, 스트랩, 케인, 불휩, 채찍 등이 있을 수 있다. BDSM 플레이에 속하고, 스팽킹을 주플레이로 할 정도로 스팽킹을 좋아하거나 흥분을 느끼는 스팽커/스팽키(spanker/spankee)라는 성향도 있다. 스팽킹을 하고 난 후에는 에프터케어(aftercare)로 맞은 부위를 찜질해주거나 피가 난 곳은 연고를 발라주는 등 스팽키 또는 섭을 돌봐주어야 한다.

## 같이 보기
- 고통도착증
- BDSM
- 가피학증